# Moussa Dembélé (calciatore 1996)
Moussa Dembélé (Pontoise, 12 luglio 1996) è un calciatore francese di origini maliane, attaccante dell'Al-Ettifaq.

## Carriera

### Club

#### Gli inizi
Muove i suoi primi passi nelle giovanili del Paris Saint-Germain. Complice il rivoluzionamento societario adoperato dalla società francese - gli acquisti di Ibrahimović e Lavezzi non gli avrebbero garantito un minutaggio sufficiente, come poi ammesso dallo stesso attaccante

#### Fulham e Celtic
Il 12 agosto 2012 passa al Fulham a 16 anni, in cambio di circa 360.000 euro, cifra massima consentita dalla FIFA per un prodotto del vivaio.
Il debutto in prima squadra avviene il 30 novembre 2013, quando subentra a Kieran Richardson all'83' nella sconfitta sul campo del West Ham. Il 13 settembre 2015 segna il suo primo gol in campionato, con la squadra che nel frattempo era retrocessa in Championship. Il 24 ottobre una sua doppietta contribuisce alla rimonta da 0-2 a 4-2 contro il Reading. Dembélé segna una doppietta anche una settimana più tardi, contro il Bristol City. Chiude la stagione con quindici reti in quarantatré incontri di campionato.
Il 28 giugno 2016 si trasferisce a costo zero agli scozzesi del Celtic e firma un contratto quadriennale. Il 10 settembre 2016, nel giorno in cui l'atteso Old Firm tra Celtic e Rangers è tornato a disputarsi nella Premiership scozzese dopo quattro anni a causa del fallimento dei Rangers, Dembélé ha realizzato una tripletta nella vittoria biancoverde per 5-1. Il 29 settembre realizza una doppietta in Champions League nel 3-3 casalingo contro il Manchester City. Il 1º marzo 2017 segna la sua quinta doppietta stagionale sul campo dell'Inverness, realizzando la prima rete dopo appena dodici secondi dal calcio d'inizio del secondo tempo, battuto dagli avversari.
A fine stagione contribuisce con 32 reti - 27, se si escludono le competizioni europee - ad uno storico treble domestico raggiunto con gli Hoops da imbattuto (non accadeva dal 1899, ma il campionato vinto all'epoca dai Rangers prevedeva 18 giornate), ottenendo una striscia positiva di 47 incontri, vincendo il campionato, la Coppa di Scozia e la Coppa di Lega. Il 22 novembre 2017, nel match valido per la Champions League 2017-18, realizza la rete dell'1-0 contro il Paris Saint Germain a Parigi, segnando dopo soli 56 secondi dal fischio d'inizio la rete più veloce nella storia della competizione per il Celtic.

#### Olympique Lione e Atlético Madrid
Il 31 agosto 2018, nell'ultimo giorno di mercato, l'Olympique Lione, con un'offerta di 22 milioni di euro, lo preleva a titolo definitivo dagli scozzesi del Celtic. Il 15 agosto 2020 nel corso dei quarti di finale di Champions League contro il Manchester City realizza una doppietta decisiva per l'approdo in semifinale contro il Bayern Monaco.
Il 13 gennaio 2021 passa in prestito all'Atlético Madrid per 1,5 milioni di euro con un’opzione d’acquisto fissata a 33,5 più 5 di bonus e il 10% su una futura rivendita. Esordisce con l'Atlético il 20 febbraio, sostituendo Koke al 74º, in occasione della partita di campionato persa per 2-0 in casa col Levante.
Il 23 marzo 2021 il centravanti francese accusa un malore in allenamento e, dopo aver perso i sensi, si accascia al suolo. Prontamente soccorso, si riprende dopo qualche minuto, ma viene posto sotto osservazione.
A fine prestito, in cui ha trovato poco spazio, fa ritorno all'Olympique Lione, club in cui milita sino al 2023, quando non rinnova il proprio contratto in scadenza.

#### Al-Ettifaq
Il 26 luglio 2023, dopo essere rimasto svincolato, firma con  l'Al-Ettifaq, squadra della Saudi Professional League, con cui sottoscrive un contratto quadriennale.

### Nazionale
Ha fatto tutta la trafila delle selezioni giovanili francesi, arrivando al debutto in Under-21 il 6 ottobre 2016, giocando il secondo tempo dell'amichevole contro la Georgia e segnando un gol nel 5-1 finale.

## Statistiche

### Presenze e reti nei club
Statistiche aggiornate al 2 settembre 2023.
| Stagione          | Squadra           | Campionato        | Campionato | Campionato | Coppe nazionali | Coppe nazionali | Coppe nazionali | Coppe continentali | Coppe continentali | Coppe continentali | Altre coppe | Altre coppe | Altre coppe | Totale | Totale |
| Stagione          | Squadra           | Comp              | Pres       | Reti       | Comp            | Pres            | Reti            | Comp               | Pres               | Reti               | Comp        | Pres        | Reti        | Pres   | Reti   |
| ----------------- | ----------------- | ----------------- | ---------- | ---------- | --------------- | --------------- | --------------- | ------------------ | ------------------ | ------------------ | ----------- | ----------- | ----------- | ------ | ------ |
| 2013-2014         | Fulham            | PL                | 2          | 0          | FACup+CdL       | 1+0             | 0               | -                  | -                  | -                  | -           | -           | -           | 3      | 0      |
| 2014-2015         | Fulham            | FLC               | 11         | 0          | FACup+CdL       | 3+1             | 0+2             | -                  | -                  | -                  | -           | -           | -           | 15     | 2      |
| 2015-2016         | Fulham            | FLC               | 43         | 15         | FACup+CdL       | 1+2             | 1+1             | -                  | -                  | -                  | -           | -           | -           | 46     | 17     |
| Totale Fulham     | Totale Fulham     | Totale Fulham     | 56         | 15         |                 | 8               | 4               |                    | -                  | -                  |             | -           | -           | 64     | 19     |
| 2016-2017         | Celtic            | SP                | 29         | 17         | SC+CdL          | 4+4             | 5+5             | UCL                | 12                 | 5                  | -           | -           | -           | 49     | 32     |
| 2017-2018         | Celtic            | SP                | 25         | 9          | SC+CdL          | 4+2             | 3+3             | UCL+UEL            | 6+2                | 1+0                | -           | -           | -           | 39     | 16     |
| ago. 2018         | Celtic            | SP                | 1          | 0          | SC+CdL          | 0+1             | 1               | UCL+UEL            | 3+1                | 2+0                | -           | -           | -           | 6      | 3      |
| Totale Celtic     | Totale Celtic     | Totale Celtic     | 55         | 26         |                 | 15              | 17              |                    | 24                 | 8                  |             | -           | -           | 94     | 51     |
| 2018-2019         | O. Lione          | L1                | 33         | 15         | CF+CdL          | 5+2             | 3+1             | UCL                | 6                  | 1                  | -           | -           | -           | 46     | 20     |
| 2019-2020         | O. Lione          | L1                | 27         | 16         | CF+CdL          | 5+4             | 4+2             | UCL                | 10                 | 2                  | -           | -           | -           | 46     | 24     |
| 2020-gen. 2021    | O. Lione          | L1                | 16         | 1          | CF              | 0               | 0               | -                  | -                  | -                  | -           | -           | -           | 16     | 1      |
| gen.-giu. 2021    | Atlético Madrid   | PD                | 5          | 0          | CR              | -               | -               | UCL                | 2                  | 0                  | -           | -           | -           | 7      | 0      |
| 2021-2022         | O. Lione          | L1                | 30         | 21         | CF              | 1               | 1               | UEL                | 6                  | 1                  | -           | -           | -           | 37     | 23     |
| 2022-2023         | O. Lione          | L1                | 23         | 3          | CF              | 5               | 0               |                    | -                  | -                  |             | -           | -           | 28     | 3      |
| Totale O. Lione   | Totale O. Lione   | Totale O. Lione   | 129        | 56         |                 | 22              | 11              |                    | 22                 | 4                  |             | -           | -           | 173    | 71     |
| 2023-2024         | Al-Ettifaq        | SPL               | 25         | 12         | KC              | 1               | 2               | -                  | -                  | -                  |             | -           | -           | 26     | 14     |
| 2024-2025         | Al-Ettifaq        | SPL               | 5          | 3          | KC              | 1               | 0               | -                  | -                  | -                  | -           | -           | -           | 6      | 3      |
| Totale Al Ettifaq | Totale Al Ettifaq | Totale Al Ettifaq | 30         | 15         |                 | 2               | 2               |                    | -                  | -                  |             | -           | -           | 32     | 17     |
| Totale carriera   | Totale carriera   | Totale carriera   | 261        | 108        |                 | 48              | 34              |                    | 46                 | 12                 |             | -           | -           | 354    | 154    |

## Palmarès

### Club

#### Competizioni nazionali
- Campionato scozzese: 2

Celtic: 2016-2017, 2017-2018
- Coppa di Scozia: 2

Celtic: 2016-2017, 2017-2018
- Coppa di Lega scozzese: 2

Celtic: 2016-2017, 2017-2018
- Campionato spagnolo: 1

Atletico Madrid: 2020-2021